# Audrey Lindvall
Audrey Kathryn Lindvall (Lee's Summit, 11 agosto 1982 – Lee's Summit, 2 agosto 2006) è stata una modella statunitense.

## Biografia
Era sorella di Angela Lindvall. Nata in Missouri, ha iniziato a lavorare come modella per la IMG Models ed è comparsa sulla copertina di Vogue.
Il 2 agosto 2006, a soli 23 anni, è stata travolta mortalmente da un camion mentre passeggiava in bicicletta.

## Tributi
Il gruppo britannico The Kooks ha dedicato il brano Ooh La alla memoria di Audrey.